# Ovatoconchidae
Ovatoconchidae zijn een uitgestorven familie van tweekleppigen uit de orde Solemyoida.